# Phytocerum burakowskii
Phytocerum burakowskii är en skalbaggsart som beskrevs av Costa, Vanin, Lawrence och Ide 2003. Phytocerum burakowskii ingår i släktet Phytocerum och familjen Cerophytidae. Inga underarter finns listade i Catalogue of Life.